# 1467
Évszázadok: 14. század – 15. század – 16. század
Évtizedek: 1410-es évek – 1420-as évek – 1430-as évek – 1440-es évek – 1450-es évek – 1460-as évek – 1470-es évek – 1480-as évek – 1490-es évek – 1500-as évek – 1510-es évek
Évek: 1462 – 1463 – 1464 – 1465 –  1466 – 1467 – 1468 – 1469 – 1470 – 1471 – 1472

## Események

### Határozott dátumú események
- március első fele–április 1. – Mátyás magyar király adóreformjáról tájékoztató, töredékesen fennmaradt törvénykönyv eltörli a kamara hasznát és a harmincadvámot, helyettük bevezeti a királyi kincstár adóját (tributum fisci regalis), illetve a koronavámot (vectigal corone).[1]
- június 15. – Károly burgundi herceg trónra lépése.
- július 20. – Megnyílik az új egyetem (Academia Istropolitana) Pozsonyban.[2]
- augusztus 18. – Magyarország több részén lázadás tör ki Mátyás adóreformja ellen.[3]
- szeptember 18. – II. Pál pápa Mátyás többszöri kérésére bíborossá nevezi ki Várdai István kalocsai érseket, fő- és titkos kancellárt.[4]
- október 29. – A brusthemi csata – Károly burgundi herceg  leveri Liège városát.
- november – Mátyás király hadjáratot indít III. (Nagy) István moldvai fejedelem ellen;[5] ez volt a fekete sereg első nagyszabású hadjárata.[6]
- december 15. – Mátyás serege Moldvabányán vereséget szenved a moldvai vajda seregétől, s a király maga is megsebesül.[5]

### Határozatlan dátumú események
- Vetési Albert püspök veszprémi építkezései során elkészül a címerével díszített vörös márvány pillérfő, az első keltezett magyar reneszánsz emlék.
- Az Itáliában élő karthauzi szerzetes, Pannoniai András – Hunyadi János egykori katonája – az uralkodói erényekről írt könyvet (Libellus de virtutibus).[7]
- Johannes (Müller) Regiomontanus Esztergomban megírja Tabulae directionum profectionumque in nativitatibus multum utiles című művét.[8]
- II. Pál pápa savonai püspökké nevezi ki Giovanni Battista Cibót.[9]

## Születések
- II. Ferdinánd nápolyi király († 1496).

## Halálozások
- június 15. – III. Fülöp burgundi herceg (* 1396)